# Carl Friedberg

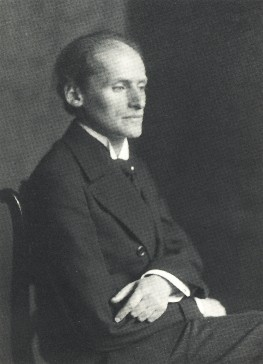
Carl Friedberg

Carl Rudolf Hermann Friedberg (Bingen, 18 september 1872 - Merano, 9 september 1955) was een Duitse pianist en pianoleraar.

## Opleiding en docentschappen
Friedberg studeerde piano bij James Kwast en Clara Schumann aan het Dr. Hoch’s Konservatorium in Frankfurt. Aan dit conservatorium was hij na zijn studie van 1893 tot en met 1904 zelf als docent verbonden. Daarna was hij tot 1914 docent aan het Conservatorium van Keulen (sinds 1987 deel van de Hochschule für Musik). Vanaf 1923 tot zijn pensionering in 1946 was Friedberg hoofddocent piano aan het Institute of Musical Art, later bekend geworden als de Juilliard School in New York. Tot zijn leerlingen behoorden de pianisten Malcolm Frager, Bruce Hungerford, William Masselos en Elly Ney.
Friedberg werkte met Clara Schumann nauw samen als vriend en collega aan een aantal werken van Johannes Brahms. Vooral zijn opnamen hiervan en van werken van Robert Schumann, die hij via Clara Schumann leerde kennen, droegen bij aan zijn bekendheid.

## Uitvoerend musicus
Friedbergs carrière als uitvoerend musicus omspande een tijdvak van meer dan zestig jaar in zowel Europa als de Verenigde Staten van Amerika. Zijn officiële debuut als concertpianist was op 2 december 1900, toen hij als pianist soleerde met het Wiener Philharmoniker onder directie van Gustav Mahler. Al in 1893 had hij echter een recital gegeven waarin hij enkel werken van Brahms uitvoerde, in aanwezigheid van de componist zelf. Deze was zo onder de indruk van zijn uitvoeringen, dat hij hem later privé coaching gaf en hem bijstond bij de uitvoering van al zijn pianowerken.

## Kamermuziek
Als uitvoerder van kamermuziek verving Friedberg in 1920 Artur Schnabel in het toentertijd beroemde Schnabel-Flesch-Becker Trio, waarin hij zou spelen tot 1932. Friedberg gaf in heel Amerkia ook vele recitals samen met Fritz Kreisler. In 1937 vormde hij een eigen trio met Daniel Karpilowsky en Felix Salmond. Hoewel Friedbergs repertoire groot was, wordt hij heden ten dage het meest geassocieerd met zijn vertolkingen van Beethoven, Schumann en Brahms.